# Веневере (Пиг'я-Сакала)
Ве́невере (ест. Venevere küla) — село в Естонії, у волості Пиг'я-Сакала повіту Вільяндімаа.

## Населення
Чисельність населення на 31 грудня 2011 року становила 44 особи.

## Географія
Через населений пункт проходить автошлях 24109 (Кио — Колґа-Яані). Від села починається дорога 24110 (Веневере — Тяексі).

## Історія
З 7 травня 1992 до 21 жовтня 2017 року село входило до складу волості Кио.